# الجمل شيانغ تزا

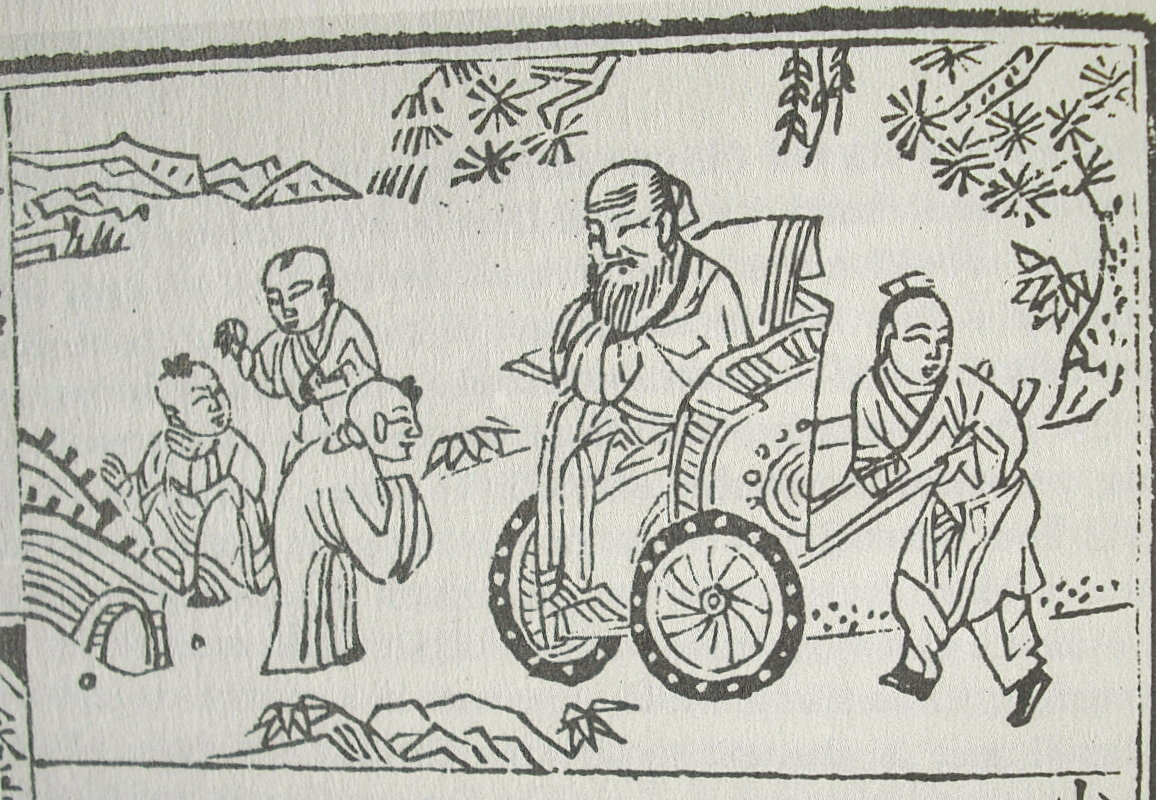

بدأ لاو شه في نشر سلسلته الطويلة المكونة من خمسة وعشرين جزءًا وروايته الجمل شيانغ تزا في مجلة «فضاء الهواء الخارجي» في شانغهاي في شهر سبتمبر من عام 1936، وتم الانتهاء من نشر الجزء السابع والأربعين منها في أكتوبر من عام 1937.
وبسبب تأثير حرب الصين واليابان الثانية، تم نشر كتاب مفرد من سلسلته بدار نشر رن جيان شو ووب شانغهاي عام 1939، قام كلاً من دار نشر الحياة الثقافية في تشونغ تشين عام وداررن جيان شو ووب شنغهاي 1941.
بنشر كتاب مفرد من سلسلته، بعد ذلك قامت دار نشر أدب الأناس عام 1955 بحذف جزء كبير من الفصل 23 و 24 حتى الجزء الذي يحكي عن تهدور حالته الصحية، وأخلاقه، وجسده تهدوراً ملحوظاً.